# Peinture haïtienne
La peinture haïtienne se caractérise à la fois par ses sources d'inspiration populaires et spirituelles, mais aussi par des langages picturaux originaux, incarné par exemple par les artistes naïfs. Depuis la seconde moitié du XXe siècle, la peinture haïtienne suscite un intérêt international marqué, et a été mise en exergue par des personnalités littéraires bien connues, telles que l'écrivain français surréaliste André Breton, l'écrivain américain et critique d'art Selden Rodman (en), l'écrivain et ministre français André Malraux, ou encore l'écrivain d'origine haïtienne Dany Laferrière.

## Les premiers temps

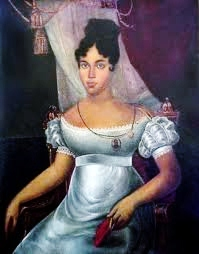
Portrait de Joutte Lachenais que Gérald Alexis attribue à Colbert Lochard (1804-1876)

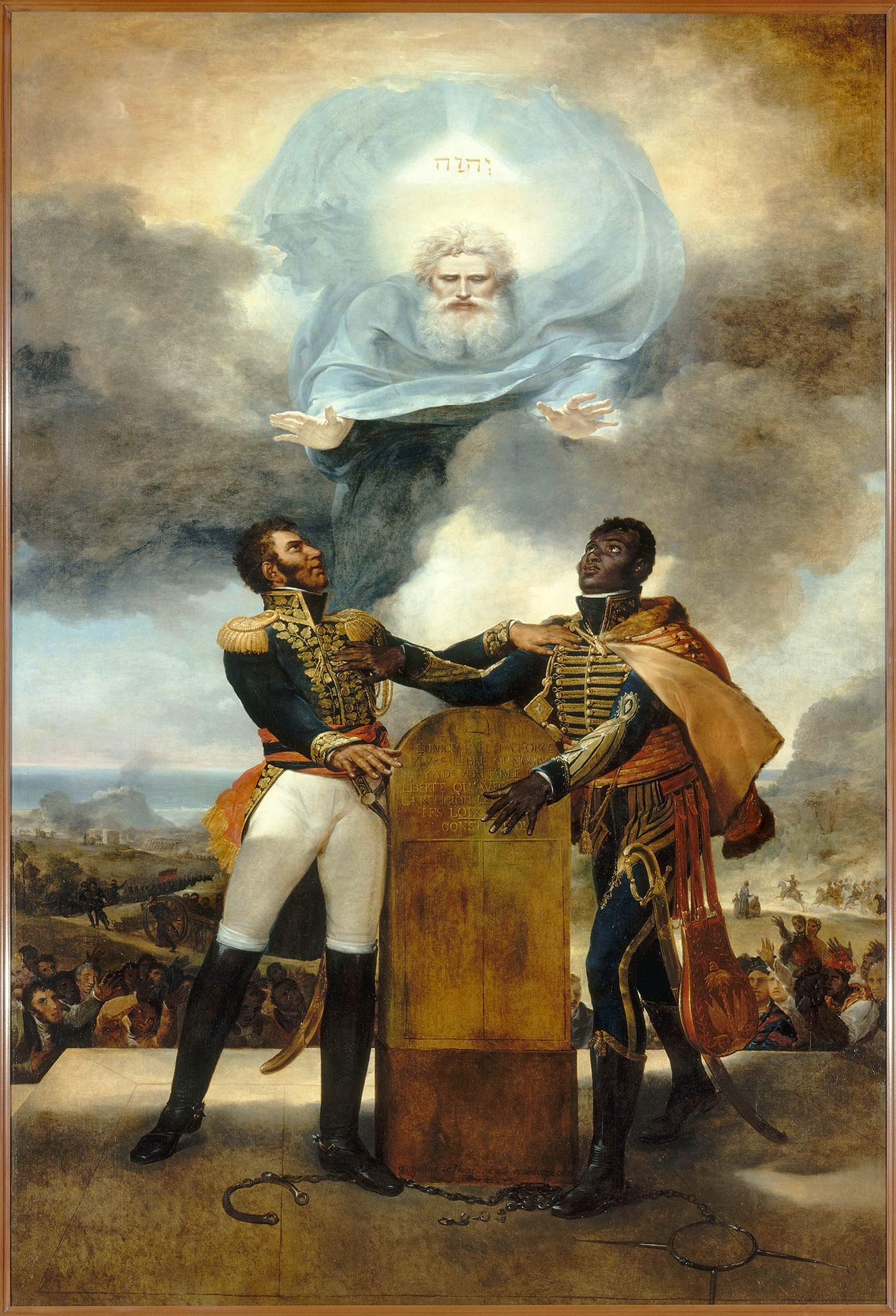
Peinture allégorique de Guillaume Guillon Lethière de 1822, sur l'indépendance d'Haïti et deux des personnalités associées à cette indépendance : Alexandre Pétion et Jean-Jacques Dessalines

Au XVIIIe siècle, la peinture est déjà une forme d'expression en Haïti comme en témoignent les décorations murales et les illustrations d'inspiration religieuse remontant à cette époque. Une tradition du portrait existe aussi à cette même époque, et se prolonge au XIXe siècle et début du XXe siècle. Le souvenir d'artistes tels que Séjour Legros, Colbert Lochard, ou Louis Rigaud subsiste à travers quelques-unes de leurs œuvres. Pour l'historien d'art haïtien Gérald Alexis, le portrait de
Joutte Lachenais serait par exemple à attribuer à Colbert Lochard.
Durant l'époque coloniale, les familles de colons riches importaient des tableaux d'Europe ou faisaient venir des peintres occidentaux sur place, d'autres familles envoyaient leurs esclaves ou leurs employés libres en France pour y apprendre la peinture.
Puis, après l'indépendance obtenue dès 1804, des formations et une transmission de connaissances et techniques artistiques s'organisent sur place dans ce nouvel État indépendant. La première Académie de peinture haïtienne est créée dans le Palais Sans Souci, à proximité de Cap-Haïtien, par le roi Christophe peu après l'indépendance. Le peintre britannique Richard Evans, qui est surtout un portraitiste, dirige cette école de dessin et de peinture à partir de 1816. Cette même année 1816, Alexandre Pétion ouvre une école d'Art à Port-au-Prince où viennent enseigner des peintres français. Entre 1830 et 1860, les sujets historiques liés à la lutte pour l'indépendance et au souvenir de l'esclavage, et religieux, notamment autour du culte vaudou, constituent alors les principaux thèmes des artistes, dont la production est encore masquée par l'activité des copistes. La photographie, introduite à Haïti dans les années 1860, ne concurrence que partiellement le travail des peintres portraitistes. Le président haïtien Fabre Geffrard crée à Port-au-Prince une école de dessin et de peinture, dirigée par Colbert Lochard.
Malgré la popularité de la photographie, introduite à la fin du XIXe siècle, la peinture conserve un prestige spécifique. Un peintre comme Louis Rigaud devient même d'une certaine façon le peintre officiel du nouvel État haïtien entre XIXe et XXe siècles. Mais au début du XXe siècle à Haïti, selon l'historien de l'art haïtien Michel-Philippe Lerebours, la peinture reste considérée comme un passe-temps bourgeois, très influencé par les modes européennes et notamment françaises.

## L'indigénisme
Par la suite, les conférences des années 1910 puis des années 1920 de Jean Price Mars et son ouvrage Ainsi parla l'oncle (essai d'ethnographie), paru en 1928, vont insuffler des idées nouvelles, notamment parmi les peintres et les écrivains, et valoriser l'identité nationale haïtienne malgré l'occupation américaine dans cette période,.
Une école se forme, notamment autour de l'atelier de Pétion Savain, avec d'autres peintres tels que Maurice Borno. Des thèmes nouveaux sont introduits, avec un intérêt renforcé notamment pour le monde rural. Cette approche converge avec celle, dans le monde littéraire, de jeunes contestataires comme Jacques Roumain, fondateurs de revues, dont la Revue Indigène.

## Les naïfs haïtiens

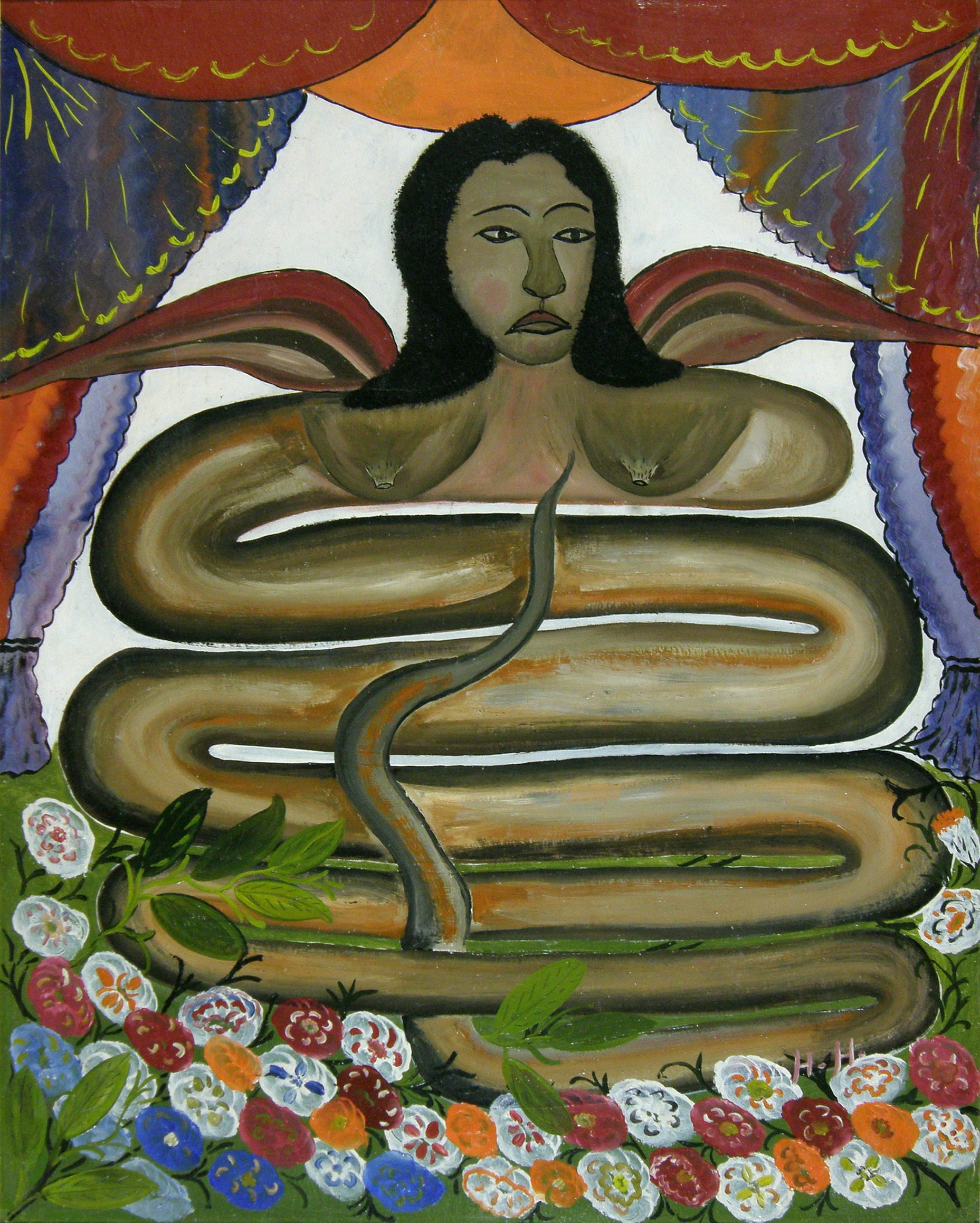
Damballah La Flambeau, tableau d'Hector Hyppolite peint dans les années 1940

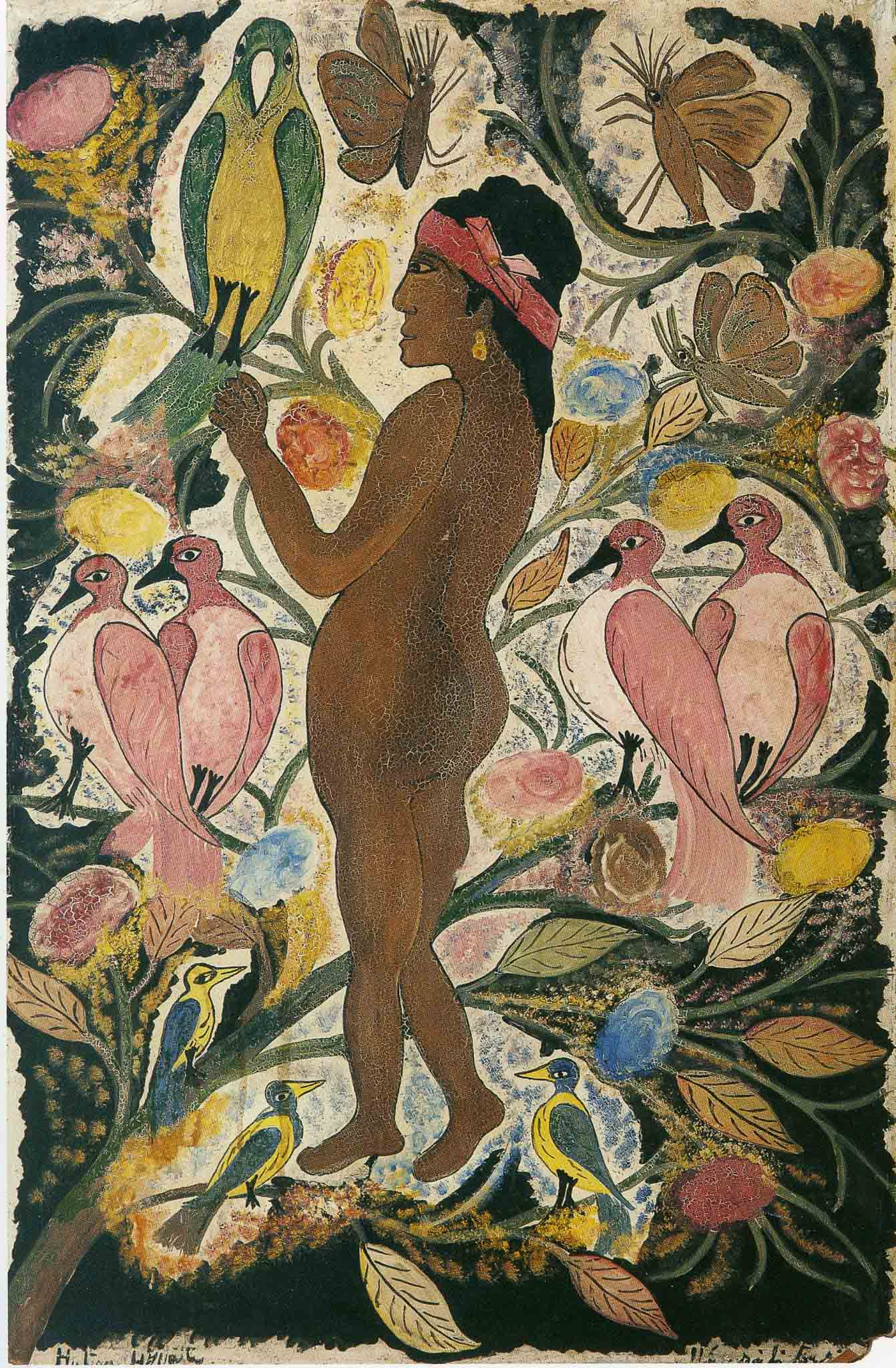
Maitresse Erzulie, autre tableau d'Hector Hyppolite peint entre 1945 et 1948

Après la Seconde Guerre mondiale, le peintre et professeur américain Dewitt Peters cofonde en 1944 une école d'art et de peinture à Port-au-Prince, le Centre d'art de Port-au-Prince, avec quelques intellectuels et artistes haïtiens, dont notamment Maurice Borno, Albert Mangonès, ou encore Gérald Bloncourt, à un moment où il n’existe pas encore de galeries d’art et où il n'existe plus d’école publique d’art en Haïti,. L'enseignement au sein de ce Centre reste dans un premier temps académique et influencé par les courants occidentaux ou américains.Toutefois, impressionné par le style naïf des peintres des rues, Dewitt Peters décide d'accueillir, en complément de ses étudiants traditionnels, des autodidactes à qui il fournit le matériel qui leur permet d'exprimer leur talent. Une première vague de ces artistes commence à connaître une certaine notoriété, comme Hector Hyppolite, Rigaud Benoit, Castera Bazile, Wilson Bigaud, Gesner Abelard ou Robert Saint-Brice. C'est le début du mouvement des « naïfs haïtiens ».
Lors de ses voyages en Haïti, en 1943 puis en 1945, le poète français André Breton se prend d'admiration pour ces œuvres, qu'il associe à sa démarche surréaliste. Il publie alors un texte consacré à Hector Hyppolite, qui attire l'attention des intellectuels français sur la peinture haïtienne. Ce voyage d'André Breton à Haïti se clôt par une insurrection politique. Le 1er janvier 1946 à Port-au-Prince est publié en effet un numéro spécial de la revue La  Ruche en hommage à Breton. Le numéro est immédiatement saisi. Plusieurs rédacteurs, notamment René Depestre ainsi que Jacques Stephen Alexis, sont arrêtés et emprisonnés. Le soulèvement qui suit provoque la chute du gouverneur Élie Lescot. D'autres écrivains, comme Jean-Paul Sartre en 1949, visitent l'île à la même époque.
Dans les années 1950, la peinture haïtienne évolue et se diversifie, s'ouvrant à différentes formes d'expression, mais privilégiant toujours les couleurs et le trait. Plusieurs ateliers voient le jour dans différentes parties du territoire. L'art naïf haïtien se répand alors dans le monde: le Museum of Modern Art de New York se porte acquéreur de toiles des artistes les plus en vogue tandis que Time Magazine reproduit des fresques haïtiennes dans ses éditions.
André Malraux et André Breton, puis le romancier haïtien Dany Laferrière, distinguent toutefois « l’art naïf » de « l’art brut », au sein de ce courant de peinture haïtienne qu'ils qualifient de mouvement primitif. Pour André Malraux, ces deux peintures « n’ont aucun rapport l’une avec l’autre. D’une part, […] les naïfs […] sont d’un charme extrême avec les limites qu’on connaît. Et puis, à l’autre bord, une peinture complètement différente, la peinture-vaudou qui sort d’Hyppolite et de Saint-Brice. Un art brut. ».
Le terme de « naïfs » décrit alors un style figuratif où dominent les couleurs en aplat et les sujets populaires (scènes de rue, marchés animés, combats d'animaux, etc.). Il s'applique moins à la technique des artistes qui maîtrisent totalement leur art. Dans les années 1960, les acheteurs s'arrachent les œuvres des naïfs haïtiens qui deviennent des articles recherchés sur le marché de l'art. Ce brutal intérêt commercial, qui provoque l'émergence d'une véritable industrie artisanale de peintures naïves, amène des artistes à revenir aux sources. Pour autant, plusieurs générations de peintres s'inscrivent dans cet art «naïf». Parmi les plus célèbres, on peut citer Ossey Dubic, Saint-Louis Blaise, Jean-Louis Sénatus, etc., mais aussi des femmes dont Luce Turnier, dont l'œuvre ne se limite pas pour autant à ce courant pictural.

## Le thème du vaudou
Le thème du culte vaudou apparaît très tôt dans la peinture haïtienne. André Breton, puis l'écrivain américain et critique d'art Selden Rodman, vont lui donner au XXe siècle une importance particulière au sein du genre naïf, cette peinture-vaudou marquant pour eux la renaissance de pratiques artistiques héritées de l’Afrique, et jusqu'alors refoulées. C'est pour eux, là encore, un art brut. L’« haïtianité » leur semblait rattachée au vaudou, lui-même issu des origines africaines d'une grande partie de la population de cet État.
Les deux figures les plus marquantes et les plus symboliques de cette peinture-vaudou sont Hector Hyppolite, même si son œuvre et son imaginaire ne peuvent se réduire à ce thème, et Robert Saint-Brice. La démarche artistique de ces peintres a été saluée par André Breton pour le premier, et par André Malraux pour le second.

## L'École de Saint-Soleil

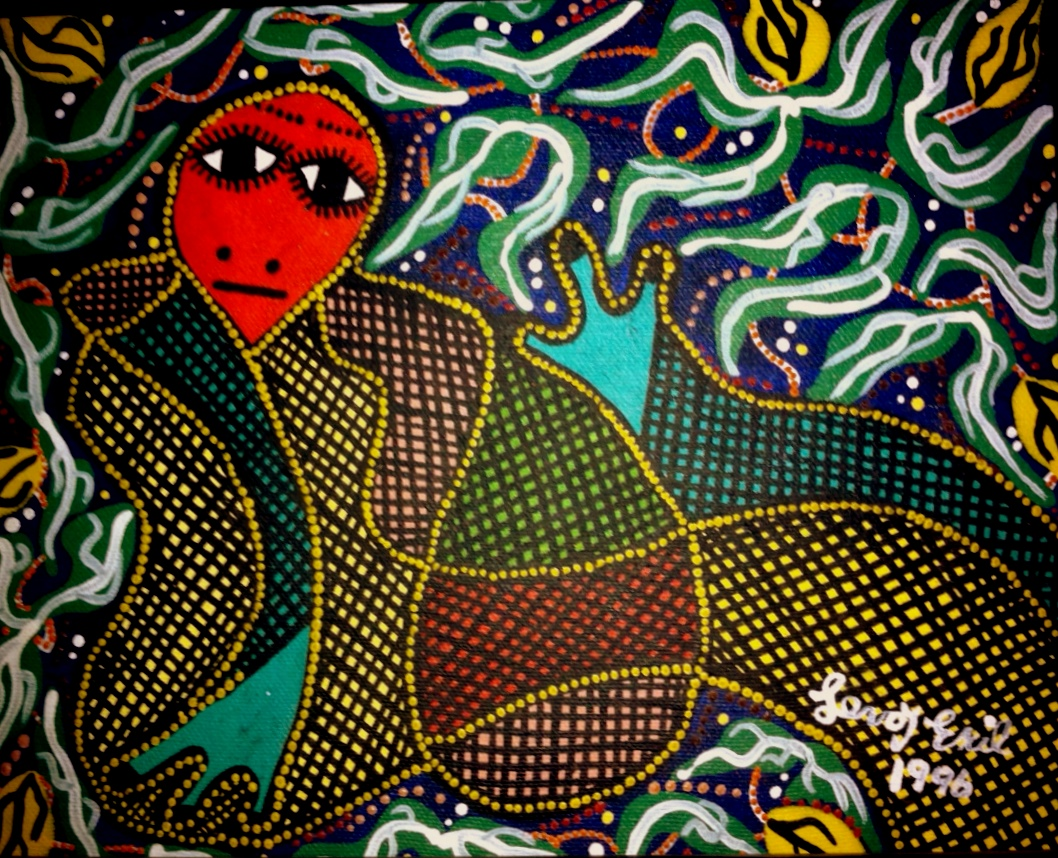
tableau de Levoy Exil de 1996

Au début des années 1970, Maud Robart et Jean-Claude Garoute (connu comme peintre sous le nom de Tiga) créent un centre d’art. Ils l'installent d'abord dans le quartier de Nénettes, à Pétionville, dans la banlieue de Port-au-Prince. L’expérience n’est pas concluante, mais les deux intellectuels s’accrochent à leur projet. Ils déménagent en 1973 à Soisson-la-Montagne, à une vingtaine de kilomètres de Port-au-Prince, sur les hauteurs de Pétionville. Ils rencontrent sur place des maçons, des cuisinières, des jardiniers et des paysans auxquels ils prêtent un local, des pinceaux et des toiles, et créent avec eux une communauté artistique rurale originale. Les pionniers à l'origine de cette expérimentation souhaitent aussi réagir contre une approche trop mercantile de l'art, comme Jean-Claude Garoute l'affirme dans une déclaration : « les peintures d'aujourd'hui, pouvait-on lire, sont de mauvaises copies des chefs-d'œuvre d'hier et une médiocrité est venue sanctionnée une commercialisation euphorique ».
Leur groupe sera considéré comme une école, baptisée « Saint Soleil ». En 1975, Malraux visite cette communauté et lui donne une aura mystique dans son essai L'Intemporel : il prolonge et amplifie, trente ans après André Breton, l'attrait et la séduction que la peinture d'Haïti exerce : « Un peuple d’artiste habite Haïti » écrit-il, soulignant que sur l'île, tout est sujet à transcription picturale : le marché, le mariage, la pêche et la religion, syncrétique comme à Cuba et au Brésil. Pour le critique d'art haïtien Gérald Alexis, il ne faut pas réduire ce mouvement pictural à une peinture consacrée au vaudou.
En 1978, la communauté Saint Soleil se sépare mais les peintres les plus impliqués et les plus talentueux veulent continuer à peindre : Louisiane Saint Fleurant, Denis Smith, Dieuseul Paul, Prospère Pierre Louis et Levoy Exil, les « historiques de Saint Soleil » créent un groupe informel qui prend le nom des « Cinq soleils ». Ces artistes vont essaimer et beaucoup de peintres vont se reconnaître dans leur démarche : ainsi des artistes comme Payas ou Stevenson Magloire (le fils de Louisiane Saint Fleurant, qui mourra assassiné) se font connaître jusqu'en Europe et aux États-Unis.
Longtemps, on a trouvé des toiles de ces artistes dans les magasins les plus improbables y compris les boutiques pour touristes, dans lesquelles elles côtoyaient la peinture naïve dont elle voulait initialement se démarquer par une approche moins mercantile, avant que la crise politique et sociale du pays ne se traduise par un fort ralentissement de cette activité touristique. Un marché s’est organisé autour de l'art naïf, puis de l'école de Saint-Soleil, des galeries se sont ouvertes et les toiles des représentants de cet art se sont vendues dans les galeries américaines et françaises.

## Ouverture à d'autres formes

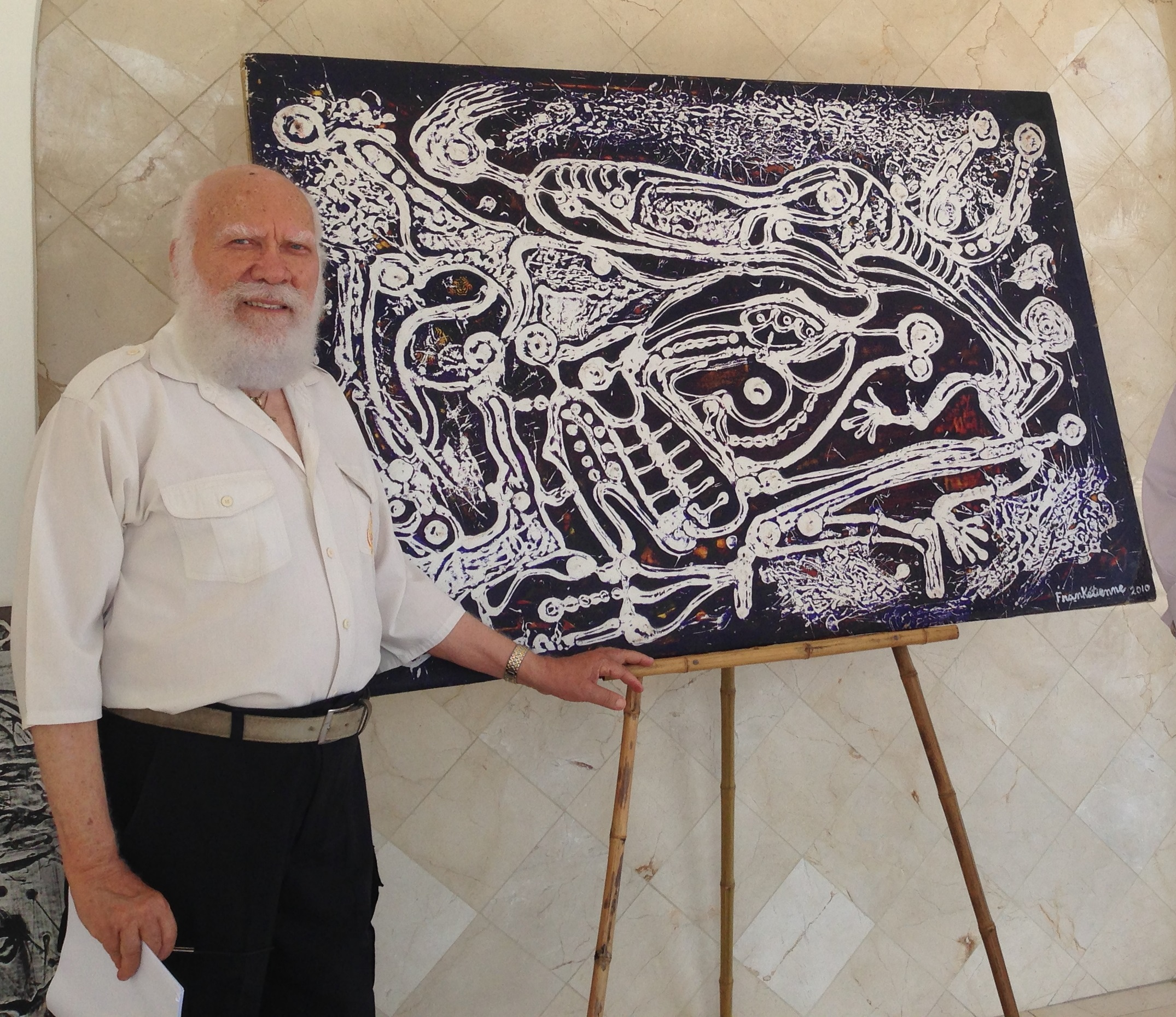
Frankétienne posant devant un de ses tableaux, en 2010

Mais pour autant, même si l'art naïf haïtien a eu un succès international, on ne saurait réduire l'art pictural haïtien à ce courant ni, d'ailleurs, à celui de l'école de Saint-Soleil. Pour le peintre Hervé Télémaque, « on a voulu figer l'art haïtien dans une seule proposition. La farce de ces braves négros, qui peignent tout joliment, avec des couleurs éclatantes. Des Haïtiens tous heureux, tous peintres ». Un autre peintre, Max Pinchinat, écrit dès 1949 dans le numéro 22 de Conjonction, une revue de l'Institut français d'Haïti : « Vous êtes des instinctifs, des primitifs, peignez comme Hyppolyte, Dufaut, Exumé, Toussaint Auguste,... etc. Quel bourrage de crâne ! Nous ne sommes pas qu'instinctifs, que diable. Le marché est bon du côté de l'instinct mais quand même l'Art n'est pas encore, grâce à Dieu, une boutique. ».
Chaque artiste forge son univers en fonction de son imaginaire et de son parcours. Des peintres, tels que Fravrange Valcin, dit Valcin II, dont le père et l'oncle, ont inscrit leurs créations artistiques dans l'art naïf, ont voulu se démarquer de cette peinture «naïve». Stevenson Magloire a refusé toute assimilation au mouvement Saint-Soleil dont sa mère, Louisiane Saint Fleurant, était une figure importante. D'autres peintres, comme Frantz Zéphirin ou, dans un autre registre, Charles Obas, chacun avec son langage et sa palette de couleurs, ont tenu aussi à évoquer l'histoire en train de se faire et la vie du peuple haïtien. Frankétienne, connu également comme écrivain, a une peinture impulsive. Il est resté à Haïti pendant le régime dictatorial de Jean-Claude Duvalier, puis a quitté son pays. Hervé Télémaque, qui a du quitter Haïti avant d'avoir vingt ans, a créé une œuvre qui ne se veut pas descriptive. Des peintres comme Antonio Joseph ou, un temps, Jacques Gabriel, ont choisi le langage de l'abstraction pour exprimer leurs émotions. Shneider Léon Hilaire a choisi le réalisme merveilleux.

## Ouvrages bibliographiques autres
- Catalogue de l'exposition Haïti, anges et démons à la Halle St Pierre, Paris, du 21 mars au 30 juin 2000 / sous la dir. de Martine Lusardy, Hoëbeke/Halle St Pierre, 2000.
- Selden Rodman, Where art is joy; Haitian art, the first forty years, Ruggles De Latour INC, 1988.
- Jean-Robert Léonidas, Rêver d'Haïti en couleurs=Colorful Dreams of Haiti, (en coll. avec Frantz Michaud photography)Cidihca 2009
- Jean Marie Drot, La rencontre des deux mondes vue par les peintres d'Haïti, Edizioni Carte Segrete, 1992
- Jean Marie Drot, journal de voyage:Chez les peintres de la fête et du Vaudou en Haïti, Editions Skira, Genève, 1974
- Jean Marie Drot, Voyage au Pays des Naïfs, Editions Hatier, Fribourg,1986